# 大阪市立梅南中学校
大阪市立梅南中学校（おおさかしりつ ばいなんちゅうがっこう）は、大阪府大阪市西成区にある公立中学校。
西成区の北西部の住宅街を校区とする。2020年代以降、隣接する大阪市立まつば小学校との小中一貫教育の具体化を検討している。

## 沿革
大阪市は1971年7月24日、地域の要望を受け、大阪市立鶴見橋中学校から当時の校区南部の梅南・松之宮・津守の3小学校の校区を分離する形で新中学校を設置することを表明した。
そのことを受けて1972年に大阪市立梅南中学校として、現在地に開校した。学校敷地は町工場跡を転用している。

### 年表
- 1971年 - 大阪市立鶴見橋中学校からの「大阪市立西成第六中学校（仮称）」分離・設置を決定。
- 1972年1月 - 校名が大阪市立梅南中学校に決定。
- 1972年4月 - 現在地に開校。
- 1972年6月25日 - プール（初代）、工作室完成。この日を創立記念日とする。
- 1981年9月 - 食堂・プール完成。学校給食開始。

## 通学区域
- 大阪市立まつば小学校の通学区域。
- 大阪市西成区 旭1丁目（一部）、旭2丁目・3丁目、鶴見橋2丁目（一部）・鶴見橋3丁目、長橋3丁目（一部）、梅南1丁目（一部）、梅南2・3丁目、松1丁目（一部）、松2丁目（一部）、松3丁目（一部）、北津守4丁目（一部）、津守1丁目（一部を除く）、津守2・3丁目。（梅南地域、松之宮地域、津守地域）

## 出身者
- 富田稔 - スタントマン、アクション監督[2]
- 清原奈侑 - ソフトボール選手[3][4]。

## 交通
- Osaka Metro四つ橋線 花園町駅 西へ約900m。
- 南海汐見橋線 西天下茶屋駅 北へ約400m。
- 大阪シティバス まつば小学校前バス停。